# Leonardo Manin
Leonardo Manin (Venezia, 1º maggio 1771 – Venezia, 7 aprile 1853) è stato un letterato e numismatico italiano.
Figlio di Giovanni Manin (fratello dell'ultimo doge Ludovico Manin) e Caterina Pesaro.
Fu studioso di storia veneta e numismatica. Ebbe anche il ruolo di ciambellano e consigliere intimo dell'Imperatore austriaco.
Fu anche presidente di vari istituti, tra cui l'Ateneo Veneto e l'Istituto veneto di scienze, lettere ed arti.

## Pubblicazioni
- Illustrazione delle medaglie dei dogi di Venezia denominate Oselle, Venezia, 1847 - Memorie storico critiche intorno la vita, translazione, e invenzioni di San Marco Evangelista principale protettore di Venezia - in VENEZIA - 1815